# シャランヤ (小惑星)
シャランヤ (17092 Sharanya) とは、小惑星帯にある小惑星の1つ。

## 概要
シャランヤは、1999年5月10日にLINEARによって発見された小惑星である。
2004年6月14日に名称がシャランヤとなった。これは2003年のインテル国際学生科学技術フェアで4位を受賞した植物学のチームのメンバーのSharanya S (1986 - )に因んでいる。

## フィクションとの関連
『宇宙兄弟』の登場人物、金子・シャロンに因んで名づけられた小惑星「シャロン ((17092) Sharon)」は、この小惑星と同じ番号でありスペルも似ている。なお、シャロンは3694番小惑星として実在する。